# Авраамий Болгарский
Авраа́мий Бо́лгарский (ум. 1 апреля 1229, город Болгар, Волжская Булгария) — святой Русской православной церкви , мученик, Владимирский чудотворец.
Память совершается (по юлианскому календарю): 1 (14) апреля — в день кончины, 9 (22) марта  — в день первого перенесения мощей, в четвёртую неделю по Пасхе («Неделю о расслабленном») — в день второго перенесения мощей, в Соборе Владимирских святых, в Соборе Казанских святых.

## Происхождение, род занятий
Сведений о жизни Авраамия Болгарского сохранилось очень мало.
Основные сведения о нём содержатся в летописях и в литературных памятниках XVII века. Древнейший источник, сообщающий об Авраамии Болгарском, — Лаврентьевская летопись (XIV век).
Летописец говорит, что Авраамий Болгарский был «иного языка, не русского» (имя до крещения неизвестно). Вероятно, он происходил из булгар («волжских болгар», «камских болгар»), воспитывался в мусульманской среде и первоначально исповедовал ислам.
Авраамий Болгарский был богатым и знатным купцом, торговал в городах Поволжья.

## Принятие православия

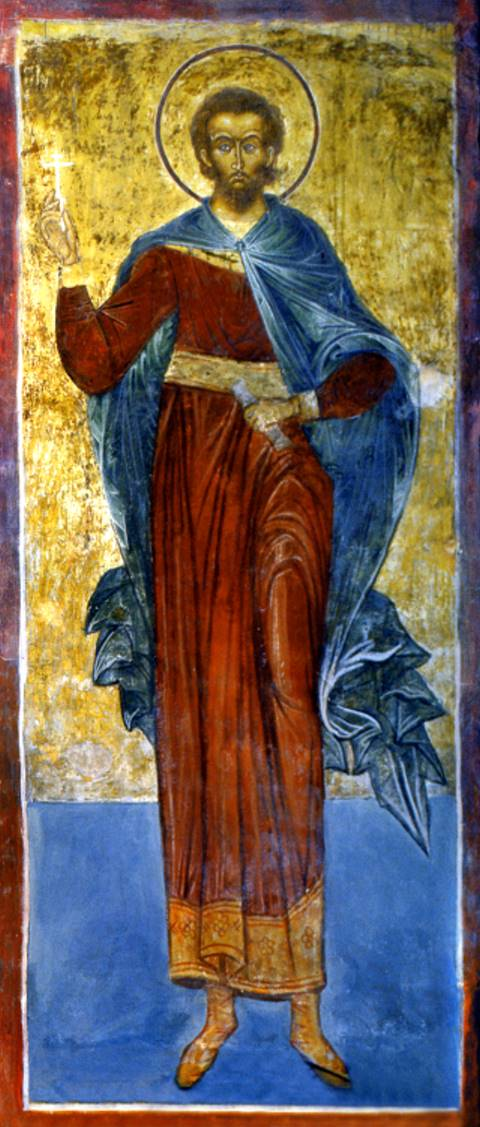
Святой мученик и чудотворец Авраамий Болгарский (фреска на западной стороне юго-западного столба в Успенском соборе Владимирского Успенского Княгинина монастыря, XVII в.)

Под влиянием общения с русскими купцами Авраамий Болгарский принял православие, сделавшись активным миссионером.

Жизнь этого человека сильно отличалась от жизни многих его земляков и соплеменников. Был он человеком необыкновенно сострадательным, милостивым к бедствующим, тратил свои богатства на нужды страждущих. Посещая русские города, общаясь с русскими купцами, он глубоко заинтересовался христианской верой. По Божию смотрению благодать коснулась его сердца и, познав истину святой веры Христовой, он принял Святое Крещение. Так сей купец становится христианином и получает новое имя, с которым и записан на страницах книги жизни, — Авраамий (нигде в летописях не упоминается об имени святого до Крещения). По Крещении святой евангельским словом, а — главное — христианским образом жизни несёт апостольскую проповедь среди своего народа. И как до принятия христианства сострадал Авраамий бедствиям и лишениям ближних, так по принятии спасительной веры Христовой, стал болезновать духом и скорбеть о духовных бедствиях своих единоземцев, о незнании ими истинного Бога неба и земли, открывшегося нам через Единородного Сына Своего во Святом Духе, и о происходящем от сего незнания неустройстве и беспорядочности нравов (Ин. 17:3; Римл. 25:31).— Житие святого мученика Авраамия Болгарского

## Мученическая кончина, знамения и чудеса
Летопись свидетельствует о том, что Авраамий Болгарский прибыл по торговым делам в город Булгар (Болгар), столицу Волжской Булгарии, где стал проповедовать среди своих соплеменников христианство.

Одушевленный святою ревностью по святой вере и братскою любовью к нечестивым соплеменникам своим, Авраамий, будучи по торговым делам в столице Волжской Булгарии — Великих Булгарах, во время ярмарки (ага-базара) вместо того, чтобы заниматься торговлею и приобретать блага временные, земные, начинает благовествовать своим единоплеменникам о благах вечных, нетленных, и предлагает им проповедь о Христе богочеловеке, «распеншемся за ны волею, воскресшему из мертвых и со славою воснесшемся с плотию на небо», о безначальном Его Отце и о совечном Отцу и Сыну Всесвятом Духе.— Житие святого мученика Авраамия Болгарского
Мусульмане настойчиво уговаривали его отречься от Христа. Но Авраамий Болгарский был непоколебим в своей вере. Узнав, что он не русский и не находится под защитой Владимиро-Суздальского князя, Авраамия Болгарского арестовали и долго увещевали. Видя непреклонность Авраамиям Болгарского, его истязали и повесили вниз головой. Как сказано в летописном упоминании, святой мученик «проклял Магомета и веру болгарскую». 1 апреля 1229 г. он был усечён мечом (четвертован) у берега Волги.

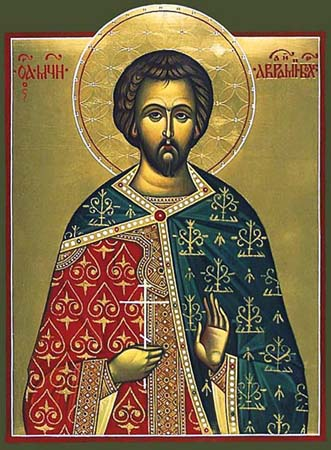
Святой мученик Авраамий Болгарский (современная икона)

В изумление пришли болгары, услышав проповедь христианскую от своего единоплеменника и бывшего единоверца. Его соотечественники не только не изъявили сочувствия к проповеди святого мужа, но даже раздражились на проповедника, особенно когда увидали его непреклонность после многократных увещаний и советов оставить христианскую веру. Они стали Авраамия первоначально, как любимого всеми, уговаривать, чтоб оставил Христову веру. Когда ласковые убеждения не подействовали на исповедника Христова имени, ему стали угрожать отнятием имения. На эти угрозы блаженный отвечал, что за Христа Спасителя он готов лишиться не только имения, но не пожалеет и самой своей жизни. После этого пошли побои. Били Авраамия «всем миром», били так жестоко, что на теле мученика не осталось ни одного неповрежденного места «яко не бытии на нем места цела и неуязвленна» (из акафиста мученику). Пытались заставить его замолчать, отречься от Христа, но было тщетно. Тогда болгары, рассвирепев, как звери, на исповедника много дней томили его в заключении, многими мучениями принуждая отвергнуться веры христианской. Не изнемог в муках доблестный страдалец за истинную веру, но укрепляемый благодатию Божиею, ещё больше утвердился в святой любви к Искупителю мира. Тогда, видя его непреклонность в вере, злобные изуверы отвели за город и у колодца, недалеко от берега Волги отсекли ему сперва руки, потом ноги и главу.— Житие святого мученика Авраамия Болгарского
Тело Авраамия Булгарского было погребено русскими купцами (согласно одному из предположений, муромскими) на христианском кладбище в Булгаре.
Вскоре, согласно летописному свидетельству, в наказание «за кровь мученика Христова» город Булгар (Болгар) сгорел.
На месте же казни Авраамия Болгарского забил источник чистой воды, от которого начали исходить исцеления. Местное предание говорит о том, что первым человеком, получившим исцеление от этого источника, был человек магометанского вероисповедания.

## Почитание

### Почитание во Владимирской епархии

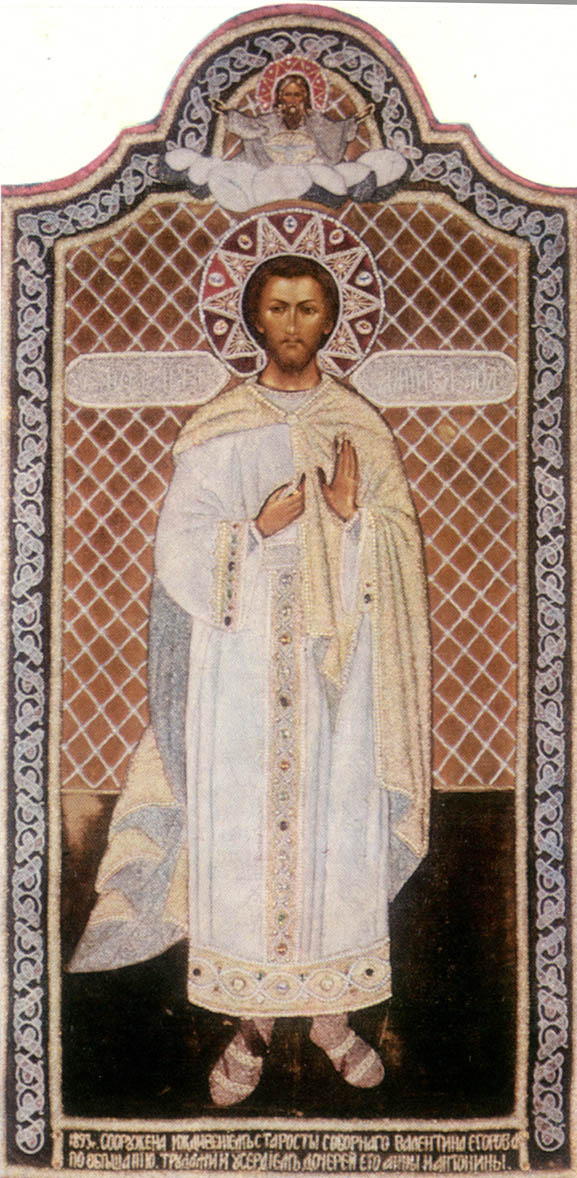
Святой мученик Авраамий Болгарский (икона конца XIX в.)

#### Первое перенесение мощей, канонизация
Владимирские купцы много рассказывали Великому князю Владимирскому Георгию Всеволодовичу о святом чудотворце. После заключения мира с булгарами князь поставил его условием выдачу тела мученика Авраамия Болгарского.
Как сообщает летопись, благочестивый князь Георгий, епископ Владимирский Митрофан с игуменами, княгинями и всеми людьми далеко за городом с великой честью встречали святые мощи, принесённые в основанный его матерью Великой княгиней Марией Шварновной Владимирский Успенский Княгинин монастырь и положенные в приделе Благовещения Пресвятой Богородицы, где от них начали совершаться многочисленные чудотворения.
Лаврентьевская летопись сообщает, что перенесение мощей произошло 9 марта 1230 г. Этот же день указан в святцах Симона (Азарьина) 1650-х гг. (РГБ. МДА. № 201. Л.л. 312 об.-313). В более поздних источниках указано 9 марта 1231 г. (Житие Авраамия Болгарского 1798 г., опубликованное Л. Кавелиным) или 1229 г. (святцы из РНБ. Погод. № 637. Л. 326 об., 3-я четверть XVII в.).
Время местной канонизации святого Авраамия Болгарского неизвестно. Вполне вероятно, что местное празднование памяти мученика началось сразу после принесения его мощей во Владимир, тогда как основные сведения о святом содержатся в летописях и в литературных памятниках XVII в. К тому времени он особо чтился во Владимире, именовался великомучеником, его вериги возлагали на душевнобольных, и многие исцелялись, считался покровителем немощных младенцев.
Во время татаро-монгольских набегов мощи были спрятаны в Благовещенском приделе Владимирского Успенского Княгинина монастыря, где и находились до начала XVIII века.
В середине XVII в. во Владимире, среди других писаний посвящённых местно почитаемым святым, было составлено «Мучение и похвала мученику Авраамию, Болгарскому и Владимирскому чудотворцу». Кроме того, стали записываться чудеса, происходившие от мощей святого: так, в рукописи XVII—XVIII в. имеется указание на шесть чудес, преимущественно связанных с исцелением глазных болезней.
В 1798 г. во Владимирском Успенском Княгинином монастыре было написано или переписано житие святого Авраамия Болгарского.
Самое раннее из известных изображений святого датируется серединой XVII в. В описи Владимирского Успенского Княгинина монастыря 1665 г. говорится:
Да на гробнице мученика Авраамия вновь образ круглый мученика Христова Авраамия на правой стороне у царских дверей Благовещенского придела.
Сводный иконописный подлинник XVIII в. описывает иконографию мученика Авраамия так:

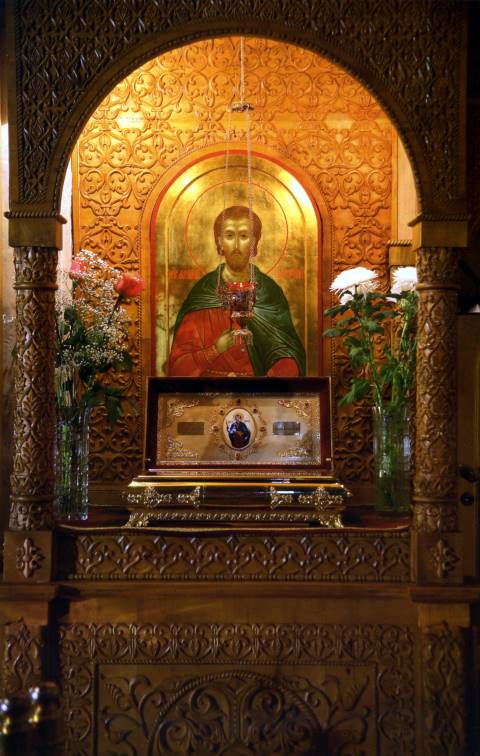
Икона святого мученика Авраамия Болгарского и ковчежец с его мощами (Владимирский Успенский Княгинин монастырь)

Подобием надсед, брада аки Никона чудотворца, риза княжеская, в правой руке крест. Нецые пишут рус, аки Козма; верхняя риза киноварная, средняя голубая, испод вохра.

#### Второе перенесение мощей
11 (22) мая 1711 г. (в «Неделю о расслабленном») мощи Авраамия Болгарского были перенесены из Благовещенского придела Успенского храма в главный, Успенский, придел и переложены в новую деревянную раку. Обветшавшая старая рака была уничтожена, а верхнюю доску с изображением святого поместили в особом киоте у левого столба Успенского храма с северной стороны, где она находилась до начала XX в.
С тех пор это воскресенье жители Владимира стали звать Авраамиевым. В этот день в Владимирском Успенском Княгинином монастыре на поклонение святому мученику стекалось огромное число людей, а в 1785 г. в память второго перенесения мощей был установлен крестный ход из городского кафедрального Успенского собора в Княгинин монастырь. В 1806 г. для мощей была изготовлена новая серебряная рака, в особом шкафу хранились железные вериги, по преданию принадлежавшие Авраамию Болгарскому.
в 1916 г. мощи святого мученика были перенесены в тёплый Казанский храм, в благолепно украшенную раку с гранитной сенью, которая сохранилась до сего времени.
В 1919 г. мощи святого Авраамия Болгарского подверглись «освидетельствованию». В 1923 г. Владимирский Успенский Княгинин монастырь был закрыт, мощи передали в музей.

В 1931 году Ивановский областной музей получил из Владимирского районного отделения ряд «экспонатов», среди которых первым в списке значились мощи мученика Авраамия. В дальнейшем след мощей теряется. И последнее упоминание о них, как «не представляющих исторического значения», встречается в «Акте о вещах, подлежащих исключению из инвентарной книги фонда Суздальского музея» за 1954 год.
— Свято-Успенский Княгинин женский монастырь. 9. Святые мощи мученика Авраамия Болгарского, Владимирского чудотворца
В 1950-х гг. они были списаны из музейного хранения, их настоящее местонахождение неизвестно. Перед изъятием мощей настоятельница монастыря Олимпиада (Медведева) отдала частицу мощей на хранение жительнице Владимира, и в 1992 г. она была передана епископу Владимирскому Евлогию.
В 1993 г. монастырь был возобновлён, а 10 апреля того же года состоялся крестный ход из кафедрального Успенского собора в возрождённый монастырь. Крестный ход возглавил владыка Евлогий, который перенёс ковчежец с частицей мощей Авраамия Болгарского в обитель. Ковчежец был установлен в Успенском храме Княгинина монастыря, на солее, напротив северо-западного столба храма. Над ним находится вышитая золотом икона мученика конца XIX в. работы монастырских мастериц, по преданию принадлежавшая игумении Олимпиаде и до открытия монастыря находившаяся в Успенском кафедральном соборе. Авраамиеву неделю продолжают праздновать во Владимире особо торжественно, после литургии совершается крестный ход вокруг обители с частицей мощей святого.

### Почитание в Казанской епархии

#### Почитание в Казани

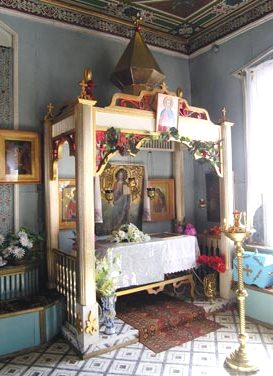
Рака с частицей мощей Авраамия Болгарского в храме святого мученика Авраамия (г. Болгар)

С середины XIX в. память святого Авраамия Болгарского стала особо почитаться в Казани.
В 1873 г., по просьбе архиепископа Казанского и Свияжского Антония (Я. Г. Амфитеатрова), известного своей миссионерской деятельностью, из Владимира в Казань была прислана икона Авраамия Болгарского с частицей его мощей, помещённая в правом приделе кафедрального Благовещенского собора.
В Казани, как и во Владимире, торжественно праздновалась Авраамиева неделя. В этот день совершалась литургия архиерейским служением, после литургии служился молебен святому с акафистом, икону Авраамия Болгарского вынимали из киота и ставили на аналое. По благословению архиепископа Казанского и Свияжского Антония (Я. Г. Амфитеатрова) было составлено и издано краткое житие Авраамия Болгарского на чувашском и татарском языках.

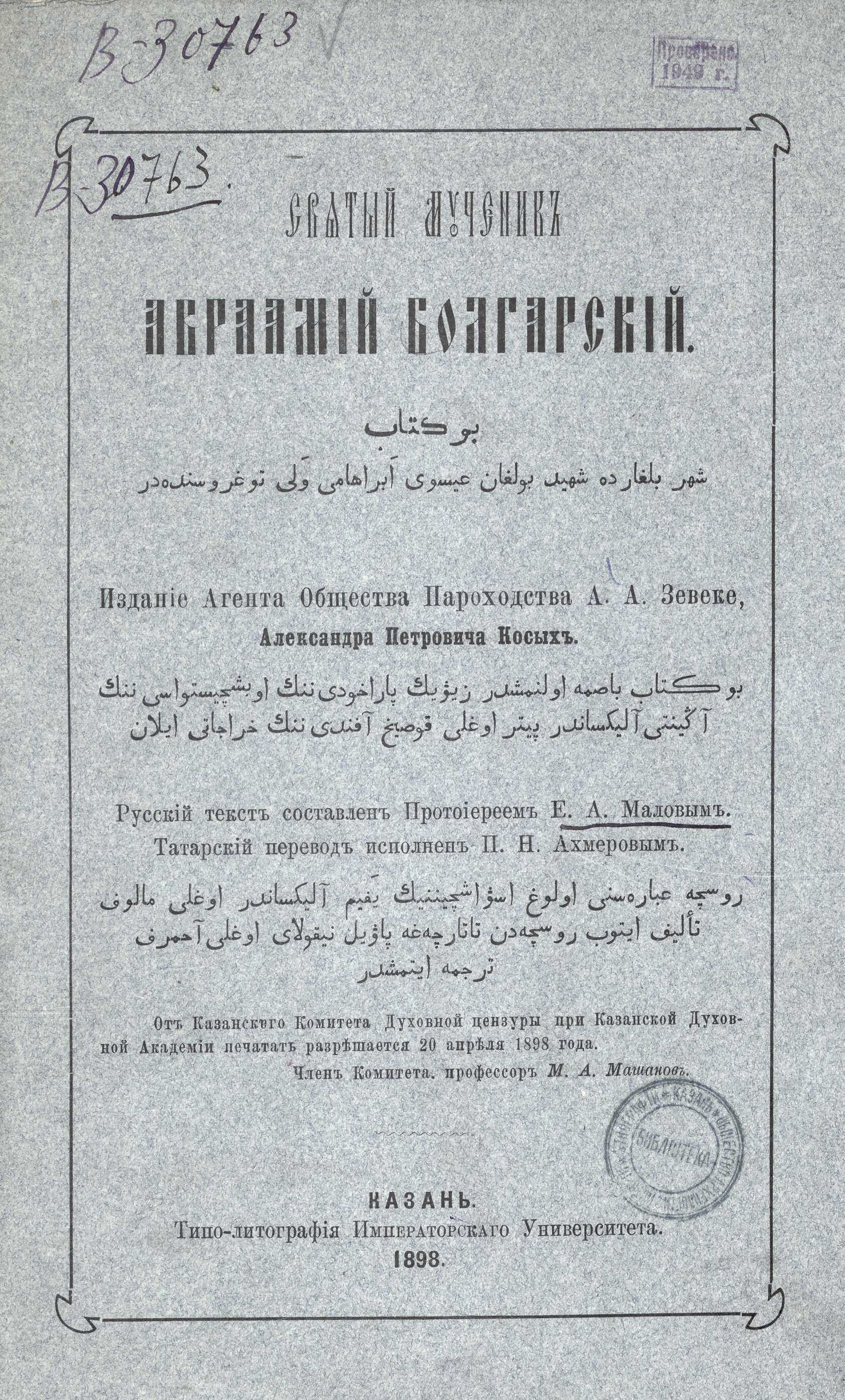
Обложка брошюры «Святый мученик Авраамий Болгарский» (Казань, 1898 год)

В 1899 г. было опубликовано следующее распоряжение по епархии:
Имена святых мучеников Авраамия Болгарского, Иоанна, Петра и Стефана, пострадавших в пределах казанской паствы, как покровителей и заступников её, должны быть поминаемы во всех храмах Казанской епархии всегда на отпусках церковных служб и при других случаях после имен святителей Гурия, Варсонофия и Германа, Казанских чудотворцев.

### Почитание в Чистопольской епархии

#### Почитание в Болгаре
Авраамий Болгарский особо почитался и почитается в селе (ныне — городе) Болгар, расположенном на месте древнего Булгара.
После завоевания Казанского ханства недалеко от места страданий мученика Авраамия Болгарского был поставлен храм, где покоилась часть его святых мощей (кисть правой руки). На самом же месте мученической кончины святого, над целебным источником, был сооружён колодец, а рядом с ним — памятник-часовня в виде четырёхгранного столба, на сторонах которого помещались иконы.
В 1878 году епископ Владимирский Феогност (Лебедев) прислал в Болгар икону святого мученика с частицей его мощей. В 1892 году Святейший правительствующий синод разрешил по желанию жителей села перенести из Владимира деревянную раку, в которой мощи святого находились до 1806 года, и поставить её в Успенской церкви Болгара в приделе во имя Авраамия Болгарского. Торжественное, с крестным ходом, перенесение состоялось 30 мая (11 июня) 1892 года, на раку положили присланную из Владимира икону мученика.
В советское время святыни были утеряны, часовня у колодца на месте смерти мученика разрушена, а сам колодец осквернён. Сохранилась лишь фаланга перста правой руки, сберегавшаяся жителями города по домам, которая ныне находится в храме святого мученика Авраамия Болгарского (Свято-Авраамиевском храме) города Болгар.
Осенью 1993 года часовня была отстроена заново и освящена, вместе с нею был освящён и колодец, предварительно очищенный от нечистот и мусора. При этом на его дне было обнаружено два ключа чистой воды. В 2007 году была осуществлена масштабная реконструкция всего места, где располагались святой колодец и часовня. Колодец был очищен и углублён. Вода, прежде обладавшая запахом и привкусом нефтепродуктов (в 80-е годы XX века произошёл разлив нефтепродуктов), стала пригодной для питья. Анализы воды показали наличие серебра.
Считается, что мученик Авраамий Болгарский обладает особой благодатной силой предстательствовать перед Богом о больных детях (сохранились записи об исцелении больных). Авраамию Болгарскому молятся о покровительстве и успехе в торговле, личном предпринимательстве.